# Danh sách di sản văn hóa Tây Ban Nha được quan tâm ở hạt Alt Penedès (tỉnh Barcelona)
Danh sách di sản văn hóa Tây Ban Nha được quan tâm ở hạt Alt Penedès (tỉnh Barcelona).

## Di tích theo thành phố

### A

#### Aviñonet del Penedés(Avinyonet del Penedès)
| Tên                              | Dạng                               | Địa điểm             | Tọa độ                                        | Số hồ sơ tham khảo? | Ngày nhận danh hiệu? | Hình ảnh                                              |
| -------------------------------- | ---------------------------------- | -------------------- | --------------------------------------------- | ------------------- | -------------------- | ----------------------------------------------------- |
| Can Ràfols dels Caus             | Di tích                            | Aviñonet del Panadés | 41°21′30″B 1°48′03″Đ / 41,358443°B 1,800933°Đ | RI-51-0005188       | 08-11-1988           | Can Ràfols dels Caus · Upload image                   |
| Nhà ở Santa Susana               | Di tích                            | Aviñonet del Panadés | 41°19′53″B 1°48′48″Đ / 41,331495°B 1,813443°Đ | RI-51-0005189       | 08-11-1988           | Casas de Santa Susana · Upload image                  |
| Lâu đài Aviñó                    | Di tích Lâu đài                    | Aviñonet del Panadés | 41°22′23″B 1°46′24″Đ / 41,373149°B 1,773438°Đ | RI-51-0005185       | 08-11-1988           | Castillo de Aviñó · Upload image                      |
| Tu viện Sant Sebastià dels Gorgs | Di tích Kiến trúc tôn giáo Tu viện | Aviñonet del Panadés | 41°22′51″B 1°45′57″Đ / 41,380728°B 1,765789°Đ | RI-51-0010511       | 31-08-2000           | Monasterio de San Sebastián dels Gorgs · Upload image |
| Tháp Arboçar                     | Di tích Tháp                       | Aviñonet del Panadés | 41°19′47″B 1°45′40″Đ / 41,329586°B 1,761008°Đ | RI-51-0005187       | 08-11-1988           | Torre de Arboçar · Upload image                       |
| Tháp Gunyoles                    | Di tích Tháp                       | Aviñonet del Panadés | 41°21′08″B 1°46′45″Đ / 41,35236°B 1,779281°Đ  | RI-51-0005186       | 08-11-1988           | Torre de Gunyoles · Upload image                      |

### C

#### Castellet i la Gornal(Castellet i la Gornal)
| Tên                  | Dạng            | Địa điểm           | Tọa độ                                        | Số hồ sơ tham khảo? | Ngày nhận danh hiệu? | Hình ảnh                             |
| -------------------- | --------------- | ------------------ | --------------------------------------------- | ------------------- | -------------------- | ------------------------------------ |
| Lâu đài Castellet    | Di tích Lâu đài | Castellet y Gornal | 41°15′53″B 1°38′10″Đ / 41,264638°B 1,636158°Đ | RI-51-0005356       | 08-11-1988           | Castillo de Castellet · Upload image |
| Lâu đài nuevo Gornal | Di tích Lâu đài | Castellet y Gornal | 41°15′53″B 1°38′10″Đ / 41,264651°B 1,636152°Đ | RI-51-0005357       | 08-11-1988           | Upload image                         |

#### Castellví de la Marca
| Tên                 | Dạng                                | Địa điểm              | Tọa độ                                        | Số hồ sơ tham khảo? | Ngày nhận danh hiệu? | Hình ảnh                                  |
| ------------------- | ----------------------------------- | --------------------- | --------------------------------------------- | ------------------- | -------------------- | ----------------------------------------- |
| Lâu đài Can Pascol  | Di tích Lâu đài                     | Castellví de la Marca | 41°20′55″B 1°34′26″Đ / 41,348473°B 1,573917°Đ | RI-51-0005454       | 08-11-1988           | Upload image                              |
| Lâu đài Pujades     | Di tích Kiến trúc phòng thủ Lâu đài | Castellví de la Marca | 41°19′57″B 1°37′32″Đ / 41,33247°B 1,625612°Đ  | RI-51-0005453       | 08-11-1988           | Castillo de los Pujades · Upload image    |
| Lâu đài viejo Marca | Di tích Kiến trúc phòng thủ Lâu đài | Castellví de la Marca | 41°20′15″B 1°34′43″Đ / 41,337592°B 1,578575°Đ | RI-51-0005367       | 08-11-1988           | Castillo viejo de la Marca · Upload image |
| Tháp Tháp           | Di tích Tháp                        | Castellví de la Marca | 41°19′37″B 1°34′43″Đ / 41,327°B 1,578636°Đ    | RI-51-0005455       | 08-11-1988           | Upload image                              |

### F

#### Font-rubí(Font-rubí)
| Tên                    | Dạng            | Địa điểm | Tọa độ                                       | Số hồ sơ tham khảo? | Ngày nhận danh hiệu? | Hình ảnh                                   |
| ---------------------- | --------------- | -------- | -------------------------------------------- | ------------------- | -------------------- | ------------------------------------------ |
| Lâu đài Puig Castillot | Di tích Lâu đài | Fontrubí | 41°26′22″B 1°35′14″Đ / 41,439475°B 1,58734°Đ | RI-51-0005478       | 08-11-1988           | Castillo Puig del Castillot · Upload image |

### G

#### Gelida
| Tên            | Dạng                                | Địa điểm | Tọa độ                                        | Số hồ sơ tham khảo? | Ngày nhận danh hiệu? | Hình ảnh                          |
| -------------- | ----------------------------------- | -------- | --------------------------------------------- | ------------------- | -------------------- | --------------------------------- |
| Nhà Senyor     | Di tích Kiến trúc phòng thủ         | Gelida   | 41°26′24″B 1°51′57″Đ / 41,440124°B 1,865839°Đ | RI-51-0005487       | 08-11-1988           | Casa del Senyor · Upload image    |
| Lâu đài Gelida | Di tích Kiến trúc phòng thủ Lâu đài | Gelida   | 41°26′11″B 1°52′08″Đ / 41,4363°B 1,868986°Đ   | RI-51-0005486       | 08-11-1988           | Castillo de Gelida · Upload image |

### L

#### La Granada
| Tên             | Dạng            | Địa điểm   | Tọa độ                                        | Số hồ sơ tham khảo? | Ngày nhận danh hiệu? | Hình ảnh                              |
| --------------- | --------------- | ---------- | --------------------------------------------- | ------------------- | -------------------- | ------------------------------------- |
| Nhà Castlá      | Di tích Lâu đài | La Granada | 41°22′44″B 1°43′12″Đ / 41,378867°B 1,72013°Đ  | RI-51-0005491       | 08-11-1988           | Casa del Castlá · Upload image        |
| Lâu đài Granada | Di tích Lâu đài | La Granada | 41°22′44″B 1°43′09″Đ / 41,378818°B 1,719255°Đ | RI-51-0005490       | 08-11-1988           | Castillo de La Granada · Upload image |

### M

#### Mediona
| Tên             | Dạng            | Địa điểm | Tọa độ                                        | Số hồ sơ tham khảo? | Ngày nhận danh hiệu? | Hình ảnh                           |
| --------------- | --------------- | -------- | --------------------------------------------- | ------------------- | -------------------- | ---------------------------------- |
| Lâu đài Mediona | Di tích Lâu đài | Mediona  | 41°28′34″B 1°38′30″Đ / 41,476237°B 1,641555°Đ | RI-51-0005539       | 08-11-1988           | Castillo de Mediona · Upload image |

### O

#### Olèrdola(Olèrdola)
| Tên                        | Dạng            | Địa điểm | Tọa độ                                        | Số hồ sơ tham khảo? | Ngày nhận danh hiệu? | Hình ảnh                                  |
| -------------------------- | --------------- | -------- | --------------------------------------------- | ------------------- | -------------------- | ----------------------------------------- |
| Nhà trú tạm Can Castilloví | Khu khảo cổ     | Olérdola |                                               | RI-55-0000325       | 16-10-1991           | Upload image                              |
| Nhà trú tạm Can Ximet      | Khu khảo cổ     | Olérdola |                                               | RI-55-0000327       | 16-10-1991           | Upload image                              |
| Capilla Santo Sepulcro     | Di tích Nhà thờ | Olérdola | 41°19′36″B 1°43′42″Đ / 41,326586°B 1,728204°Đ | RI-51-0003941       | 30-05-1974           | Capilla del Santo Sepulcro · Upload image |
| Lâu đài Barquera           | Di tích Lâu đài | Olérdola | 41°19′58″B 1°44′18″Đ / 41,332898°B 1,738272°Đ | RI-51-0005565       | 08-11-1988           | Upload image                              |
| Hang Segarulls             | Khu khảo cổ     | Olérdola |                                               | RI-55-0000328       | 16-10-1991           | Upload image                              |
| Nhà thờ San Miguel         | Di tích Nhà thờ | Olérdola | 41°18′09″B 1°42′34″Đ / 41,3025°B 1,709443°Đ   | RI-51-0000426       | 03-06-1931           | Iglesia de San Miguel · Upload image      |
| Ruinas Ibéricas            | Khu khảo cổ     | Olérdola |                                               | RI-55-0000012       | 03-06-1931           | Upload image                              |
| Tháp Moja                  | Di tích Tháp    | Olérdola | 41°19′35″B 1°41′25″Đ / 41,326284°B 1,690305°Đ | RI-51-0005564       | 08-11-1988           | Torre de Moja · Upload image              |
| Tháp Viladellops           | Di tích Tháp    | Olérdola | 41°18′20″B 1°44′11″Đ / 41,305455°B 1,736515°Đ | RI-51-0005566       | 08-11-1988           | Torre de Viladellops · Upload image       |

#### Olesa de Bonesvalls
| Tên                                  | Dạng              | Địa điểm            | Tọa độ                                        | Số hồ sơ tham khảo? | Ngày nhận danh hiệu? | Hình ảnh                         |
| ------------------------------------ | ----------------- | ------------------- | --------------------------------------------- | ------------------- | -------------------- | -------------------------------- |
| Bệnh viện Olesa (Bệnh viện Cervelló) | Di tích Bệnh viện | Olesa de Bonesvalls | 41°20′43″B 1°50′46″Đ / 41,345303°B 1,846074°Đ | RI-51-0005567       | 08-11-1988           | Hospital de Olesa · Upload image |

### P

#### Pontons
| Tên                   | Dạng                             | Địa điểm | Tọa độ                                        | Số hồ sơ tham khảo? | Ngày nhận danh hiệu? | Hình ảnh                        |
| --------------------- | -------------------------------- | -------- | --------------------------------------------- | ------------------- | -------------------- | ------------------------------- |
| Cal Xamanet           | Di tích                          | Pontons  | 41°25′17″B 1°29′55″Đ / 41,421459°B 1,498602°Đ | RI-51-0005600       | 08-11-1988           | Cal Xamanet · Upload image      |
| Lâu đài Nuevo Pontons | Di tích Lâu đài                  | Pontons  | 41°24′28″B 1°31′28″Đ / 41,407891°B 1,524433°Đ | RI-51-0005597       | 08-11-1988           | Upload image                    |
| Mas Pontons           | Di tích Lâu đài                  | Pontons  | 41°26′07″B 1°32′11″Đ / 41,435358°B 1,536431°Đ | RI-51-0005598       | 08-11-1988           | Mas Pontons · Upload image      |
| Tháp Cal Rei          | Di tích Kiến trúc phòng thủ Tháp | Pontons  | 41°25′18″B 1°30′02″Đ / 41,421657°B 1,500651°Đ | RI-51-0005599       | 08-11-1988           | Torre de Cal Rei · Upload image |

### S

#### Sant Martí Sarroca(Sant Martí Sarroca)
| Tên                                      | Dạng            | Địa điểm           | Tọa độ                                        | Số hồ sơ tham khảo? | Ngày nhận danh hiệu? | Hình ảnh                                      |
| ---------------------------------------- | --------------- | ------------------ | --------------------------------------------- | ------------------- | -------------------- | --------------------------------------------- |
| Lâu đài San Martín Sarroca               | Di tích Lâu đài | San Martín Sarroca | 41°22′50″B 1°36′39″Đ / 41,380519°B 1,610788°Đ | RI-51-0005653       | 08-11-1988           | Castillo de San Martín Sarroca · Upload image |
| Nhà thờ Santa María (San Martín Sarroca) | Di tích Nhà thờ | San Martín Sarroca | 41°22′49″B 1°36′40″Đ / 41,380281°B 1,611114°Đ | RI-51-0000440       | 03-06-1931           | Iglesia de Santa María · Upload image         |

#### Sant Pere de Riudebitlles(Sant Pere de Riudebitlles)
| Tên                                            | Dạng            | Địa điểm                  | Tọa độ                                        | Số hồ sơ tham khảo? | Ngày nhận danh hiệu? | Hình ảnh                                   |
| ---------------------------------------------- | --------------- | ------------------------- | --------------------------------------------- | ------------------- | -------------------- | ------------------------------------------ |
| Cung điện Marqués Llió (Edificación fotificada | Di tích Lâu đài | San Pedro de Riudevitlles | 41°27′13″B 1°42′13″Đ / 41,453686°B 1,703701°Đ | RI-51-0005669       | 08-11-1988           | Palacio del Marqués de Llió · Upload image |

#### Sant Quintí de Mediona(Sant Quintí de Mediona)
| Tên                 | Dạng            | Địa điểm               | Tọa độ                                       | Số hồ sơ tham khảo? | Ngày nhận danh hiệu? | Hình ảnh                               |
| ------------------- | --------------- | ---------------------- | -------------------------------------------- | ------------------- | -------------------- | -------------------------------------- |
| Lâu đài San Quintín | Di tích Lâu đài | San Quintín de Mediona | 41°27′36″B 1°39′59″Đ / 41,46012°B 1,666419°Đ | RI-51-0005676       | 08-11-1988           | Castillo de San Quintín · Upload image |

#### Sant Sadurní d'Anoia(Sant Sadurní d'Anoia)
| Tên                                              | Dạng                            | Địa điểm             | Tọa độ                                        | Số hồ sơ tham khảo? | Ngày nhận danh hiệu? | Hình ảnh                                  |
| ------------------------------------------------ | ------------------------------- | -------------------- | --------------------------------------------- | ------------------- | -------------------- | ----------------------------------------- |
| Cavas Codorniu                                   | Di tích Kiến trúc dân sự Bodega | San Sadurní de Noya  | 41°26′07″B 1°47′55″Đ / 41,435145°B 1,798662°Đ | RI-51-0004204       | 09-01-1976           | Cavas Codorniu · Upload image             |
| Tháp Font Mingo                                  | Di tích Tháp                    | San Sadurní de Noya] | 41°25′27″B 1°46′59″Đ / 41,424179°B 1,782955°Đ | RI-51-0005678       | 08-11-1988           | Torre de la Font del Mingo · Upload image |
| Vilarnau hay Vilardell (Edificación fortificada) | Di tích Kiến trúc phòng thủ     | San Sadurní de Noya  | 41°25′58″B 1°48′04″Đ / 41,432805°B 1,801055°Đ | RI-51-0005679       | 08-11-1988           | Vilarnau o Vilardell · Upload image       |

#### Santa Margarida i els Monjos(Santa Margarida i els Monjos)
| Tên                                  | Dạng            | Địa điểm                 | Tọa độ                                        | Số hồ sơ tham khảo? | Ngày nhận danh hiệu? | Hình ảnh                            |
| ------------------------------------ | --------------- | ------------------------ | --------------------------------------------- | ------------------- | -------------------- | ----------------------------------- |
| Lâu đài Bleda                        | Di tích Lâu đài | Santa Margarita y Monjós | 41°20′40″B 1°39′40″Đ / 41,34445°B 1,661169°Đ  | RI-51-0005691       | 08-11-1988           | Castillo de la Bleda · Upload image |
| Lâu đài Peñafort                     | Di tích Lâu đài | Santa Margarita y Monjós | 41°18′23″B 1°39′30″Đ / 41,306281°B 1,658224°Đ | RI-51-0005690       | 08-11-1988           | Castillo de Peñafort · Upload image |
| Masia Penafel (Edificio fortificado) | Di tích Lâu đài | Santa Margarita y Monjós | 41°19′01″B 1°41′00″Đ / 41,316923°B 1,68339°Đ  | RI-51-0005692       | 08-11-1988           | Masia de Penafel · Upload image     |

#### Subirats
| Tên                | Dạng               | Địa điểm | Tọa độ                                        | Số hồ sơ tham khảo? | Ngày nhận danh hiệu? | Hình ảnh                                |
| ------------------ | ------------------ | -------- | --------------------------------------------- | ------------------- | -------------------- | --------------------------------------- |
| Lâu đài Subirats   | Di tích Lâu đài    | Subirats | 41°24′57″B 1°49′02″Đ / 41,415866°B 1,817301°Đ | RI-51-0005721       | 08-11-1988           | Castillo de Subirats · Upload image     |
| Cruz Término       | Di tích Hành trình | Subirats | 41°24′59″B 1°48′59″Đ / 41,416344°B 1,81639°Đ  | RI-51-0012050       | 25-06-1985           | Cruz de Término · Upload image          |
| Tháp Ordal         | Di tích Tháp       | Subirats | 41°23′42″B 1°52′29″Đ / 41,394879°B 1,874685°Đ | RI-51-0005723       | 08-11-1988           | Torre del Ordal · Upload image          |
| Tháp Ramona        | Di tích Tháp       | Subirats | 41°25′17″B 1°49′11″Đ / 41,421336°B 1,819836°Đ | RI-51-0005722       | 08-11-1988           | Torre Ramona · Upload image             |
| Khu vực Els Casots | Khu khảo cổ        | Subirats |                                               | RI-55-0000456       | 18-12-1995           | Yacimiento de Els Casots · Upload image |

### T

#### Torrelavit
| Tên                            | Dạng            | Địa điểm   | Tọa độ                                        | Số hồ sơ tham khảo? | Ngày nhận danh hiệu? | Hình ảnh     |
| ------------------------------ | --------------- | ---------- | --------------------------------------------- | ------------------- | -------------------- | ------------ |
| Lâu đài Vallés (Lâu đài Lavit) | Di tích Lâu đài | Torrelavit | 41°26′48″B 1°43′48″Đ / 41,446668°B 1,729865°Đ | RI-51-0005746       | 08-11-1988           | Upload image |

#### Torrelles de Foix(Torrelles de Foix)
| Tên                         | Dạng                             | Địa điểm          | Tọa độ                                        | Số hồ sơ tham khảo? | Ngày nhận danh hiệu? | Hình ảnh                            |
| --------------------------- | -------------------------------- | ----------------- | --------------------------------------------- | ------------------- | -------------------- | ----------------------------------- |
| Lâu đài Foix (Atalaya Foix) | Di tích Lâu đài                  | Torrellas de Foix | 41°24′53″B 1°33′48″Đ / 41,41465°B 1,56334°Đ   | RI-51-0005747       | 08-11-1988           | Castillo de Foix · Upload image     |
| Lâu đài Secabecs            | Di tích Lâu đài                  | Torrellas de Foix | 41°26′12″B 1°33′16″Đ / 41,436661°B 1,55442°Đ  | RI-51-0005748       | 08-11-1988           | Castillo de Secabecs · Upload image |
| Tháp Altas Foix             | Di tích Tháp                     | Torrellas de Foix | 41°24′40″B 1°32′37″Đ / 41,410974°B 1,543641°Đ | RI-51-0005749       | 08-11-1988           | Torres Altas de Foix · Upload image |
| Tháp Can Pepó               | Di tích Kiến trúc phòng thủ Tháp | Torrellas de Foix | 41°24′54″B 1°32′45″Đ / 41,414928°B 1,545782°Đ | RI-51-0005750       | 08-11-1988           | Torre de Can Pepó · Upload image    |

### V

#### Vilafranca del Penedès(Vilafranca del Penedès)
| Tên                                                  | Dạng              | Địa điểm                | Tọa độ                                        | Số hồ sơ tham khảo? | Ngày nhận danh hiệu? | Hình ảnh                                               |
| ---------------------------------------------------- | ----------------- | ----------------------- | --------------------------------------------- | ------------------- | -------------------- | ------------------------------------------------------ |
| Palacio Baltá (Edificio fortificado)                 | Di tích Lâu đài   | Villafranca del Panadés | 41°20′50″B 1°41′49″Đ / 41,3472°B 1,697061°Đ   | RI-51-0005769       | 08-11-1988           | Palacio Baltá · Upload image                           |
| Palacio Real Villafranca Panadés (Bảo tàng Comarcal) | Di tích Cung điện | Villafranca del Panadés | 41°20′48″B 1°41′49″Đ / 41,346682°B 1,696839°Đ | RI-51-0001333       | 01-03-1962           | Palacio Real de Villafranca del Panadés · Upload image |